# Adventures in Babysitting
Adventures in Babysitting (Aventuras en la gran ciudad en España y Una noche por la ciudad en Hispanoamérica) es una película estadounidense de comedia de 1987 dirigida por Chris Columbus y protagonizada por Elisabeth Shue, Maia Brewton, Keith Coogan y Anthony Rapp.

## Argumento
Es la historia de Chris, una chica de 17 años que después de cancelarse su cita con su novio, tendrá que cuidar a una niña. Pero al recibir una llamada de su amiga Brenda, Chris sale a la ciudad para traerla, en compañía de Brad el hermano mayor de Sara, y de su amigo Daryl. A partir de aquí, los protagonistas van a ser robados, secuestrados, amenazados, van a sufrir un accidente de coche, se van a ver metidos en medio de un gueto (tendrán que interpretar una pieza de blues con el mismísimo Albert Collins para poder continuar su camino), perseguidos por la mafia, tendrán que trepar por un rascacielos… todo ello en una carrera contra el reloj para llegar a casa antes que sus padres y evitar así que estos se enteren de todo.

## Sinopsis
Christina "Chris" (Elisabeth Shue) es una joven de 17 años que vive en Oak Park donde, después de que su novio Mike cancelase su cita, quiere quedarse en su habitación junto a su amiga Brenda (Penelope Ann Miller). Mientras charlaban por lo sucedido, la madre de Chris le consulta sobre si puede cuidar a una niña llamada Sara, que es la hija menor de sus vecinos, a lo que Chris accede pues no tiene planes ni alternativas.
En lo que Chris se dirige a la casa de la niña, se revela que los padres de ésta asistirán a una fiesta en el centro de Chicago. Por un lado, Sara Anderson (Maia Brewton) es una niña muy traviesa, graciosa e intrépida que siempre lleva su casco alado, esto por su fanatismo hacia Thor. Mientras tanto, Brad (Keith Coogan) el hermano adolescente de Sara, tenía que ir a la casa de su amigo pero al enterarse de que Chris estará en casa, decide quedarse (ya que está enamorado de ella). Al recibir una llamada de Brenda (quien había huido de su casa), Chris sale alarmada para recoger a su amiga, pero Sara y Brad quieren acompañarla; a lo que se suma Daryl (Anthony Rapp) el amigo de Brad, quien es otro adolescente pero con deseos de experimentar muchas cosas en la vida; por lo que todos suben al auto y se van al centro de la ciudad, pero es cuando todo comenzará a salir mal para Chris.
Para empezar, el auto sufre un desperfecto con la llanta del auto y, con el problema de no tener dinero para comprar la refacción y no portar su licencia para conducir, Chris recibe ayuda por parte de un remolcador llamado "Handsome" John Pruitt (John Ford Noonan) quien los lleva amablemente, aunque luego de recibir una llamada inquietante, se dirige a su casa furiosamente. Llegando a su destino, Pruitt descubre a su esposa siéndole infiel con otro hombre por lo que quiere matarlo con su arma pero sólo dispara contra otros objetos, entre esos el parabrisas de su grúa y el auto de Chris. El tiro fallido espanta a los chicos por lo que huyen y se suben al auto del hombre adúltero, el cual estaba siendo robado por Joe Gipp (Calvin Levels), un joven ladrón de autos que, roba con éxito el auto con todo y los chicos a bordo. Bajo la promesa de no hacerles daño, Joe los lleva al taller clandestino en South Side donde tienen varios autos robados y todo esto dirigido por la mafia. El error fue que al presentarlo ante su jefe Grayson (Ron Canada), Joe es increpado por robar un vehículo con testigos, por lo que el jefe de la mafia Bleak (John Chandler) ordena que los retengan en su oficina. Al permanecer unos minutos, Sara se percata que hay un agujero en la parte superior de la oficina, donde todos deciden huir por dicho lugar, no sin antes que, Daryl roba una revista Playboy de la oficina (esto pues la que tenía para su noche, fue arrojada por Brad desde la ventana del auto antes del problema con el mismo). Cuando Grayson ve que no hay la revista ni los chicos, optan por perseguirlos.
En su huida, los chicos entran por la puerta trasera de un predio y llegan a la tarima principal del Silver Dollar Room, un sitio donde tocan blues y la mayoría del público es afroamericano. La regla del líder de la banda quien es el propio Albert Collins, es que nadie sale del escenario sin antes cantar a ritmo de blues. Para salir de ahí, Chris empieza a presentarse con todos, pero con el acompañamiento musical de Collins y su banda, Chris convierte todo lo que ha pasado hasta ahora con los chicos en una canción, lo que causa una gran ovación y alegría al público. Esto funciona muy bien, pues terminan saliendo del club, entretanto que Bleak y Grayson se quedan atrapados con Collins. Dirigiéndose a la estación del tren, Brad le hace saber sus intereses con Chris, pero se decepciona al notar que es por la diferencia de edad, ya que Brad tiene 15 años. En lo que notan que Bleak lo está siguiendo, los chicos entran a uno de los trenes en tanto que, los mafiosos se quedan esperando en la entrada de abordar.
Aumentando más problemas a sus vidas, el vagón en el que se acomodan tiene presentes a dos pandillas juveniles los cuales, impiden que salgan. En su intento de librarse, Brad confronta al líder de una pandilla pero termina herido en su pie a causa de una navaja. Al notar esto, Chris enfrenta al mismo y lo amenaza con dicho objeto, razón por la que se libran del pleito y se van directamente al hospital para que Brad sea revisado. La atención se reduce a una puntada en el dedo del pie derecho, aunque se da un malentendido de que éste había muerto por la similitud con otro paciente. Durante el procedimiento de atención médica, se encuentran con el hombre adúltero al que robaron su auto, pero aparece Pruitt para salvarlos; informándoles que el auto de Chris está reparado y el parabrisas repuesto por cortesía de éste, aunque le menciona que sólo deben la refacción de la llanta la cual, cuesta 50$us.
En lo que van a buscar un baño para Sara, los chicos se topan con una fiesta universitaria donde Daryl se mete para divertirse, mientras que el resto le sigue para salvarlo. Mientras que Sara va al baño, Chris conoce a Dan (George Newbern), un chico universitario que le ayuda económicamente con 45$us, y aunque no es todo el dinero que necesitan, se siente agradecida por el detalle. Asimismo, Daryl tiene un lapsus donde una chica universitaria lo seduce para casarle celos a su novio, lo que nuevamente los mete en problemas, pero Dan impide la golpiza y se va con ellos al "Garaje de Dawson", el taller donde está el auto de Chris. Llegando a su destino, los chicos se encuentran con el dueño del taller, quien es Dawson (Vincent D'Onofrio), un joven alto de melena rubia, de buena constitución física y con un martillo, lo que deja asombrada a Sara pues lo confunde con Thor. Chris intenta negociar con el dinero que tiene pero Dawson se niega aa entregarles el auto; pero en un gesto noble de Sara al darle su casco alado (siendo la primera vez que se lo quita en todo el tiempo que había ocurrido), Dawson accede a darles el auto, no sin antes devolverle el casco a Sara haciéndole saber que también tiene uno.
Habiendo recuperado su auto, Chris pasa por el restaurante donde iba a cenar con su novio Mike (Bradley Whitford) pero Daryl nota el auto de Mike estacionado, por lo que entran al lugar para saber la verdad. Entre que ingresan al vestíbulo, Chris ve a su novio junto a otra mujer, por lo que lo confronta frente a todos y Mike le hace saber que no era nada serio con ella. En lo que Brad se aguanta de darle una paliza a Mike, es Daryl quien lo patea frente a todos los comenzales, por lo que se van contentos. Para otra nueva sorpresa, Sara se fue sola a ver a las jugueterías, lo que alarma a Chris porque no la encuentra; en tanto que Bleak, Garyson y Joe Kipp la ven y la siguen en dirección al edificio donde estaban los padres de Sara y Brad.
Mientras suben por los ascensores, Sara sale por la ventana del edificio a riesgo de su propia vida para huir de Grayson, en tanto que Bleak se topa con los señores Anderson lo que frena sus planes de seguir a la niña pero se topa con Chris. Es cuando ambos se percatan de Sara por la ventana y ambos van a los pisos superiores, siendo Chris quien llega primero. En tanto que Grayson quería alcanzarla, Sara es rescatada por Chris, Brad y Daryl, pero son detenidos por Joe Kipp, quien sólo les pide que devuelvan la revista que Daryl se llevó de la oficina (la cual, estaba en la mochila de Sara), esto porque en dicha revista, estaban notas importantes para Bleak. Es cuando Joe nota el detalle que ha resaltado desde que Daryl se subió al auto, en la fiesta universitaria y en la salida del restaurante: La modelo de la portada Playboy era idéntica a Chris. Pero es cuando aparece Bleak para deshacerse de los chicos pero Joe se revela y lo golpea, devolviéndole su revista.
En lo que se dirigen a la estación, Chris finalmente recoge a Brenda la cual, se quedó esperando en la estación, siendo víctima de burlas y ataques parte de algunas personas, esto porque le roban sus lentes mientras estaba dormida y le costaba ver, por lo que se desespera en lo que llegaba su amiga. Durante el trayecto, se encuentran con el auto de los señores Anderson, donde emprenden una carrera para llegar primero. Habiendo hecho este último, llegan y ordenan el lugar para aparentar que estuvieron toda la noche, alterando la historia de que ahora Daryl es quien se quedó a dormir en casa de los Anderson.
Despidiéndose de los Anderson y de los chicos, Chris se encuentra con Dan antes de subir al auto, quien le devuelve el patín de Sara (el cual, se había olvidado en el auto de Dan), y le hace saber que está enamorado de ella; por lo que en presencia de Brad, Daryl y Sara, Chris corresponde a ello y ambos se besan.

## Reparto
| Actor               | Personaje                               |
| ------------------- | --------------------------------------- |
| Elisabeth Shue      | Christina "Chris" Parker                |
| Keith Coogan        | Brad Anderson                           |
| Anthony Rapp        | Daryl Coopersmith                       |
| Maia Brewton        | Sara Anderson                           |
| Penelope Ann Miller | Brenda                                  |
| Bradley Whitford    | Mike Todwell                            |
| Calvin Levels       | Joe Gipp                                |
| George Newbern      | Dan Lynch, estudiante universitario     |
| John Chandler       | Bleak                                   |
| Ron Canada          | Graydon, segundo en comando de Bleak    |
| John Ford Noonan    | Handsome John Pruitt                    |
| Albert Collins      | Él mismo; músico en Chicago Blues club  |
| Vincent D'Onofrio   | Dawson                                  |
| Southside Johnny    | Líder de banda en fiesta de fraternidad |
| Lolita Davidovich   | LuAnn                                   |
| Clark Johnson       | Líder de banda                          |
| Andrew Shue         | Tipo en fiesta de fraternidad           |

## El equipo
Las dos caras más importantes del filme son las del director Chris Columbus (quien posteriormente dirigiría Solo en casa, Harry Potter y la piedra filosofal y Harry Potter y la cámara secreta) y la actriz Elisabeth Shue, quien también destacaría en Hollywood por su interpretación en Leaving Las Vegas, junto con Nicolas Cage. Antes de eso, la actriz estadounidense participó en otras producciones destinadas al público infantil y juvenil, como Karate Kid. La productora encargada de llevar a buen puerto el filme fue Touchstone Pictures, y se supone que esta fue la película que comenzó una oleada de comedias infantiles, de menor o peor calidad.

## Thor, el dios del trueno
Sara (Maia Brewton) es una niña risueña, muy optimista y, sobre todo, fanática de Thor, el dios nórdico del trueno. Siempre lleva su casco alado, uno de los símbolos del dios, e incluso llegará a «encontrarse» con él a lo largo de la aventura.

## Algunas escenas
La película presenta algunas escenas que se guardan en la memoria de los espectadores. En una de ellas, Sara confunde al mecánico que les ha arreglado el coche con el propio Thor. El dinero que llevaban no era suficiente, y el mecánico se había negado a devolverles el coche. Ella le dice que él es Thor y que siempre ayuda a los débiles. La niña le regala su casco para que recupere su bondad, y este, conmovido ante el gesto de la pequeña, decide condonarles la deuda. Acto seguido, le devuelve el casco, diciéndole: «Tengo uno igual en casa». El actor que interpreta a este peculiar mecánico/Thor es nada menos que el actor Vincent D'Onofrio (muy conocido por su papel protagonista en la serie televisiva Ley y orden: Acción criminal).
En otra de las escenas, Brenda está perdida en una estación en Chicago, sin gafas y rodeada de gente extraña. Abatida, recoge a un gato del suelo y comienza a acariciarlo. Poco después, dos hombres de uniforme le hacen ver la realidad: el animal que acariciaba era una rata.
Otra de las escenas es aquella en la que el grupo se introduce en un local de blues para esconderse de los mafiosos que les persiguen. Para poder salir de allí deberán improvisar una pieza musical junto con Albert Collins.
Brad es herido levemente durante una riña de pandillas en el metro. Es llevado al hospital donde le suturan la herida. Al mismo tiempo, no muy lejos de allí, un hombre herido de una puñalada fallece. Cuando Chris y los otros le preguntan al doctor que le atendió cómo está el herido de la puñalada (refiriéndose a Brad), este les contesta que acaba de fallecer, lo que provoca que Chris se desmaye. 
Quizá la escena más recordada del filme es en la que Sara, para huir de los mafiosos que les persiguen, se desliza por el tejado transparente de uno de los rascacielos de la ciudad. Justamente, en ese edificio, se encuentran sus padres, completamente ajenos a los problemas de esa noche. Chris tendrá que salir al tejado para rescatar a la pequeña. Esta escena sirvió para ilustrar el cartel de la película.

## Nueva versión
La nueva versión de la película fue estrenada en Disney Channel en Estados Unidos el 24 de junio de 2016, protagonizada por Sabrina Carpenter y Sofia Carson, y dirigida por John Schultz, bajo un guion de Tiffany Paulsen.

## Premios
La película obtuvo una serie de premios; Elisabeth Shue ganó el de mejor actriz en el festival de cine de París en 1988, y Maia Brewton, el premio a la mejor artista joven en una película ese mismo año. Además, la película estuvo nominada a mejor película familiar, así como el actor Keith Coogan, a mejor actor joven en una película.